# Alkanin
Alkanin je prirodno bojilo, C16H1605 (C.I. 75530), talište 149 °C, tvori tamnocrveno obojene iglice. Otopljen u alkalijama daje plavu sol, a s teškim metalima složene spojeve. Šikonin (C.I. 75535), talište 147 °C, optički je izomer alkanina, a kristalizira u ljubičastosmeđim pločicama. Alkanin se nalazi u tamnocrvenom korijenu alkane ili krvavice (lat. Alcanna tinctoria; zemlje oko Sredozemnog mora, Mađarska). Upotrebljava se za bojenje masti, kozmetičkih preparata, uljnih i masnih emulzija, te kao antioksidans, a u analitičkoj kemiji kao indikator i reagens za dokazivanje magnezija, aluminija i berilija.

## Prirodna bojila
Prirodna bojila su obojeni organski spojevi koji se nalaze u stanicama biljaka i životinja, te u mikroorganizmima. Prirodna bojila mogu se u njima nalaziti u slobodnom obliku (kurkumin) ili u spoju sa šećerom i bjelančevinama. Neka su bojila (indigo, antikni purpur) bezbojna, pa se od njih dobiva obojen spoj oksidacijom, fermentacijom ili fotokemijskim postupkom. 

### Karbociklička prirodna bojila
Sva prirodna bojila karbocikličke skupine imaju kinonske strukturne dijelove. U prirodi se nalazi oko 150 vrsta takvih bojila, ali je samo malo njih upotrebljivo kao bojila ili pigmenti. Među njima su tehnički važna samo ona bojila koja su derivati naftokinona i antrakinona. U prvoj su skupini alkanin, juglon i loson, a u drugoj alizarin, frangulaemodin i krizofanska kiselina.

## E 103 Alkanin
Prirodna biljna tvar alkanin, poznatija kao E 103, moćno je bojilo široko rasprostranjeno u raznim industrijama, posebno u kozmetici. Ranije se koristio i kao dodatak u hrani u proizvodnji raznih prehrambenih proizvoda, ali kasnije su otkrivena njegova kancerogena svojstva. Od 1984. nije dopuštena upotreba u prehrambenoj industriji u europskim zemljama, a 1988. zabranjena je u Sjedinjenim Američkim Državama. I tek od kolovoza 2008. u Ruskoj Federaciji službeno je zabranjena. No, ispitivanja ove tvari ne prestaju do danas, jer je sigurno poznato da uz dugotrajnu i stalnu upotrebu uzrokuje karcinomne tumore. Ova kemijska tvar pomaže dati stabilna svojstva boja raznim proizvodima: vuna, drvo, kamen, ulja, ocat, vino, sapun, masti, lakovi, ruž za usne. Zahvaljujući ovoj boji oni dobivaju tamnocrvenu, bližu bordo boji (tamnocrvena boja) sa svijetlo zlatnim nijansama. Takav se dodatak prehrani često koristi za prenošenje estetske ljepote jeftinim vinskim markama.